# HC TEBS Bratislava

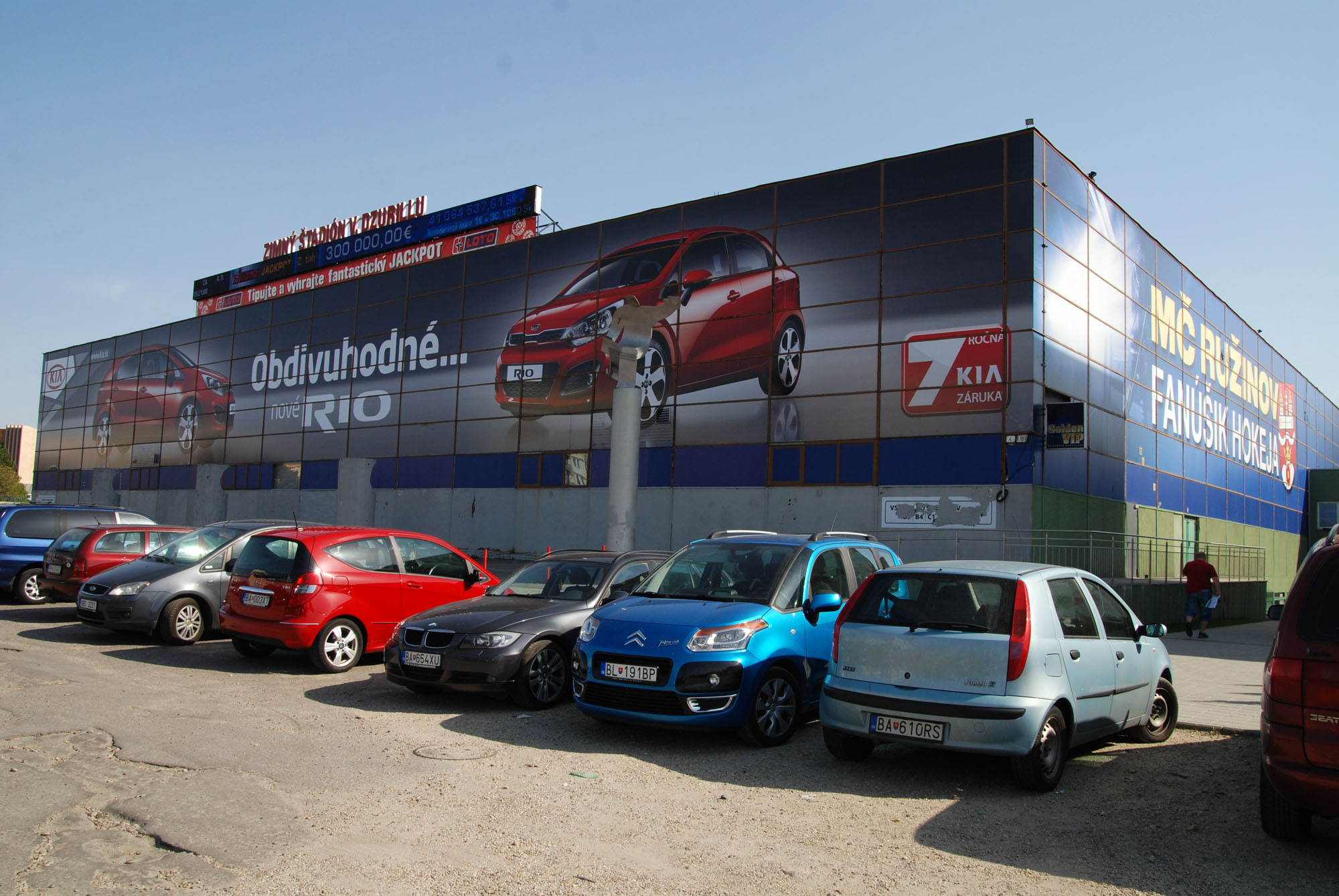
A csapat székhelye, a Vladimír Dzurilla jégcsarnok

A HC TEBS Bratislava egy szlovák professzionális jégkorongcsapat Pozsonyban. A klub a másodosztályú TIPOS Slovenská hokejová ligában szerepel, a meccseit a pozsonyi Vladimír Dzurilla jégcsarnokban játssza.

## Története
A klub 2024-től szerepel a másodosztályban, miután a HC Slovan Bratislava betétcsapataként működő Modré krídla Slovan csapata visszavonta a szereplést a 2024-25-ös szezonban. Ezután a felszabadult klublicencre pályázhattak a harmadosztályban szereplő csapatok, a HKM Rimavská Sobota és a HO Hamikovo O.Z. Hamuliakovo csapata nyújtott be pályázatot, amit az utóbbi nyert el. A másodosztályban szereplő csapat új neve HC TEBS Bratislava lett, mivel a gutori jégcsarnok helyett a pozsonyi Vladimír Dzurilla jégcsarnokba lett áthelyezve a csapat székhelye.

## Statisztikák
| Főszezon | Főszezon | Főszezon | Főszezon | Főszezon | Főszezon | Főszezon | Főszezon | Főszezon | Rájátszás                                     | Rájátszás   | Rájátszás | Rájátszás |
| Szezon   | LM       | GY       | GY. H.   | V. H.    | V        | G        | P        | Helyezés | Kvalifikáció                                  | Negyeddöntő | Elődöntő  | Döntő     |
| -------- | -------- | -------- | -------- | -------- | -------- | -------- | -------- | -------- | --------------------------------------------- | ----------- | --------- | --------- |
| 2024–25  | 46       | 11       | 5        | 4        | 26       | 124:168  | 47       | 10.      | Vereség a HK 95 Považská Bystrica ellen (2-3) | -           | -         | -         |